# Neptis trigonophora
Neptis trigonophora is een vlinder uit de onderfamilie Limenitidinae van de familie Nymphalidae. De wetenschappelijke naam van de soort is voor het eerst geldig gepubliceerd in 1878 door Arthur Gardiner Butler.